# Alianza de Pequeños Estados Insulares

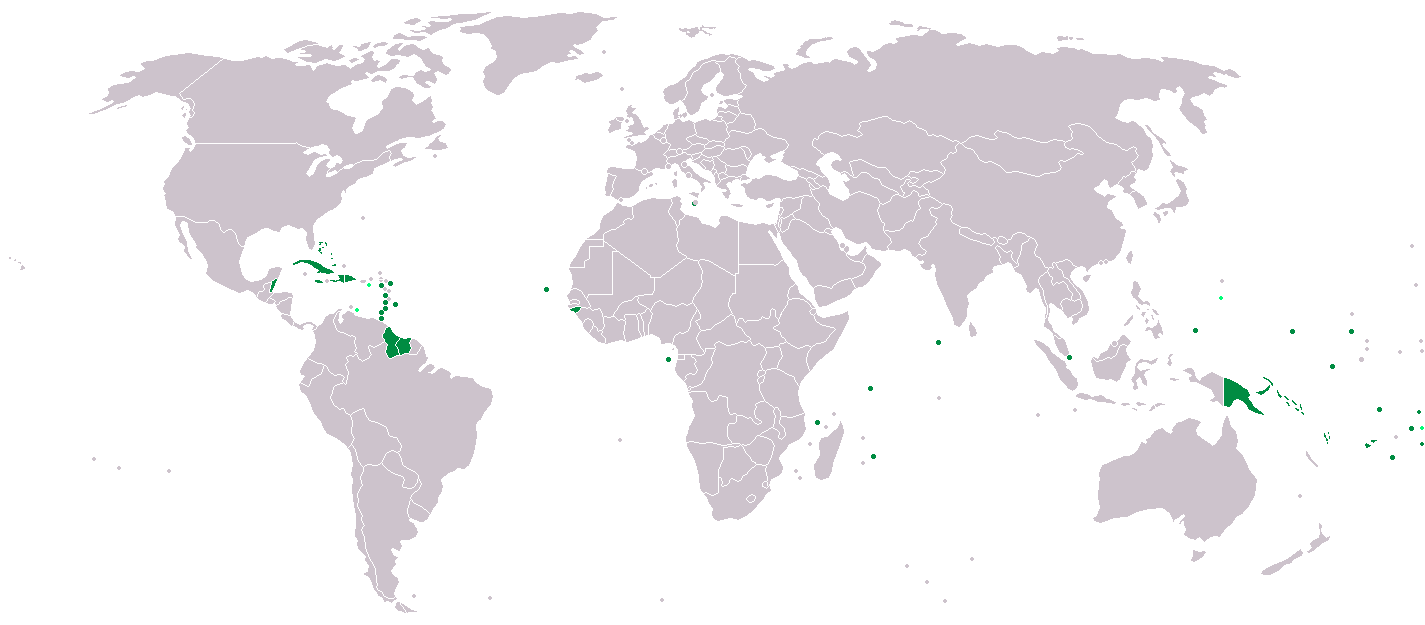
Miembros de la AOSIS en verde oscuro (marzo de 2008); países observadores en verde claro. El logo de la AOSIS no está en Creative Commons, pero se puede ver en la versión en inglés de esta página.

La Alianza de Pequeños Estados Insulares (AOSIS por sus siglas en inglés) es una organización internacional de países pequeños distribuidos en islas de baja altitud. La AOSIS se estableció en 1990, poco antes de la Segunda Conferencia Mundial sobre el Clima. El propósito principal de la alianza es aunar las voces de pequeños estados insulares en desarrollo (SIDS por sus siglas en inglés) respecto a lo que se debe hacer con el calentamiento mundial. 
Estos países insulares son particularmente vulnerables al cambio climático y sus efectos sobre el océano, como la subida del nivel del mar (porque la mayor temperatura derrite los casquetes polares), la erosión costera o la intrusión de agua salada en aguas dulces superficiales o subterráneas. Sus miembros se encuentran entre las naciones menos responsables del cambio climático, habiendo contribuido con menos del uno por ciento a las emisiones de gases de efecto invernadero. Estos estados defienden mecanismos y políticas internacionales para abordar la desigualdad de los impactos climáticos (afectan mucho más a los más pobres). 
Además del aumento del nivel del mar, el cambio climático provoca una mayor frecuencia de fenómenos meteorológicos extremos. Si uno de estos fenómenos golpea de lleno a uno de estos pequeños países puede infligirle un daño (en porcentaje de población y de PIB) insuperable.

## Organización
La AOSIS funciona principalmente como un grupo de presión ad hoc y un portavoz de los SIDS con capacidad negociadora en la Organización de las Naciones Unidas (ONU). No tiene presupuesto regular, secretaría permanente ni documento formal de constitución. Hay un despacho (bureau en inglés, aunque esta palabra originalmente es francesa) constituido por el presidente y 2 vicepresidentes.
Para sus fines, la AOSIS también se vale de asociaciones con otros organismos, por ejemplo con el Programa de las Naciones Unidas para el Desarrollo (PNUD) y la Comisión Europea.

## Misión
La AOSIS se centra en el cambio climático (calentamiento mundial), el desarrollo sostenible y la protección de los océanos.
Los SIDS se encuentran entre las naciones menos responsables del calentamiento mundial, habiendo contribuido con menos de uno por ciento de las emisiones de gases de efecto invernadero. Sin embargo son particularmente vulnerables a sus efectos. Algunas islas incluso se encuentran en riesgo de volverse inhabitables debido al aumento de nivel del mar. En las negociaciones climáticas, la AOSIS ha advertido constantemente de esta amenaza de inhabitabilidad creada por el cambio climático .
Los SIDS, que predominantemente forman la AOSIS, cuentan con menos de uno por ciento del PIB, del territorio y de la población mundiales, lo que significa que, individualmente, los SIDS tienen poco peso político en las negociaciones climáticas internacionales. El objetivo de la AOSIS es amplificar las voces de sus miembros uniendo a países que encaran retos similares. Eso les permite aumentar su influencia en las negociaciones climáticas y elevar la concienciación de los problemas que sufren.

## Acciones
La AOSIS ha sido muy activa desde su fundación. Ha liderado en los foros mundiales la concienciación sobre el cambio climático y defendido acciones para atajarlo. La creación de la alianza marcó el inicio del crecimiento de la influencia de los SIDS en la política climática. Los miembros de la AOSIS tienen un peso económico y político relativamente pequeño, pero la alianza les ha permitido ejercer en las negociaciones climáticas una influencia mayor que la que en principio correspondería a ese peso.
La AOSIS desempeñó un papel importante en el establecimiento de la Convención Marco de las Naciones Unidas sobre el Cambio Climático (UNFCCC por sus siglas en inglés) y fue un actor importante en las negociaciones de esta convención en 1992. Su presión consiguió que se incluyeran referencias a la mayor vulnerabilidad y especiales necesidades de los SIDS en el artículo 4.8 del UNFCCC. Sin embargo la AOSIS no tuvo éxito en sus intentos de persuadir a una mayoría de naciones para incluir en la UNFCCC compromisos específicos de reducción de emisiones de gases de efecto invernadero.
La AOSIS continuó defendiendo las necesidades especiales de los SIDS durante la Cumbre de la Tierra de Río de Janeiro en 1992 y el «caso especial» de los SIDS fue reconocido en la Agenda 21, el plan de acción política que resultó de esta cumbre. Sin embargo se rechazó la propuesta de la AOSIS para crear un «fondo de seguro internacional», financiado por los países desarrollados, con el objetivo compensar a los SIDS del daño causado por el cambio climático. En Río, la AOSIS amplió su mandato más allá del cambio climático para incluir también el desarrollo sostenible de los SIDS. La alianza negoció la inclusión en la Agenda 21 de una pequeña área programática sobre el desarrollo sostenible de islas pequeñas. Aun así, la Agenda 21 no fue legalmente vinculante y algunos académicos sostienen que esa área era demasiado imprecisa para promover acciones significativas.
La AOSIS sí consiguió que se incluyera en la Agenda 21 la convocatoria de una conferencia mundial sobre esta cuestión, la cual llevó a la primera Conferencia Mundial sobre el Desarrollo Sostenible de Pequeños Estados Insulares, que se celebró en Barbados en 1994. La AOSIS desempeñó un papel prominente en esta conferencia. Fue la primera conferencia de la ONU enteramente dedicada a los SIDS. Su resultado fue la traslación de la Agenda 21 a un programa más amplio, el Plan de Acción de Barbados sobre el Desarrollo Sostenible de Pequeños Estados Insulares en Desarrollo. Sin embargo, la evaluación de los progresos en desarrollo sostenible de los SIDS conseguidos tras 5 años de la Conferencia de Barbados, que se presentó en una sesión especial de la Asamblea General de la ONU en 1999, los halló limitados. Posteriormente la revisión tras 10 años de la Conferencia de Barbados, que tomó la forma de una reunión internacional en Mauricio en 2005, concluyó que, mayoritariamente, la puesta en práctica del plan de acciónno había tenido éxito.
La AOSIS propuso el primer borrador del Protocolo de Kioto ya en 1994. Sus miembros Fiyi y Antigua y Barbuda fueron, en 1998, los primeros que lo ratificaron.
La alianza se ha servido de reuniones formales e informales previas a las conferencias climáticas de la ONU para aumentar la concienciación y ganar impulso político para su misión. También ha utilizado los medios de comunicación para incrementar esta concienciación. Por ejemplo, antes de la Conferencia de las Naciones Unidas sobre el Cambio Climático de 2009 (UNFCCC) en Copenhague, el Gobierno de las Maldivas, miembro de la AOSIS, celebró un consejo de ministros submarino para crear concienciación de la amenaza que supone el cambio climático a la existencia misma de las Maldivas. La ocurrencia atrajo la atención internacional.
En la Conferencia de la ONU sobre Cambio Climático en Berlín en 1995, la AOSIS defendió intensamente un compromiso sobre objetivos contra el cambio climático (principalmente emisiones) y calendarios para conseguirlos. Obtuvo el apoyo de países en desarrollo como China, Brasil e India. La AOSIS llevaba abogando desde 2008 por la inclusión de un objetivo de temperatura media mundial: que no aumentara más de 1,5 °C por encima de los niveles preindustriales. Muchos miembros de la AOSIS asistieron a la Conferencia en Copenhague. Democracy Now! informó de que representantes del país insular de Tuvalu interrumpieron una sesión de la Conferencia el 10 de diciembre de 2009 para reclamar que el aumento de la temperatura media mundial se limitara a 1,5 °C en vez de los propuestos 2 °C. Esta lucha continuó durante el camino hasta la Conferencia de las Naciones Unidas sobre el Cambio Climático de 2015 en París. La AOSIS inició el punto del orden del día de las negociaciones que llevarían a la inclusión del objetivo de 1,5 °C y fue importante en la obtención de apoyos de países africanos y asiáticos vulnerables, así como países menos desarrollados, para esta inclusión. Según el escritor y activista Mark Lynas, la inclusión del objetivo de 1,5 °C en el Acuerdo de París fue «casi enteramente» debido a la insistencia de los SIDS y otros países en desarrollo».
En la Conferencia de las Naciones Unidas sobre el Cambio Climático de 2013 en Varsovia, la AOSIS presionó para el establecimiento de un mecanismo internacional sobre pérdidas y daños, presión que se vio acentuada por la devastación del tifón Haiyan. Como el cambio climático pone en riesgo la propia existencia de muchos miembros de la AOSIS, la alianza ha amenazado con recurrir a los tribunales. Una revisión reciente de los artículos científicos al respecto muestra que la responsabilidad potencial por pérdidas relacionadas con el cambio climático en los países de la AOSIS rebasa los 570 billones de dólares estadounidenses ($). La AOSIS mencionó nuevamente esta cuestión en la Cumbre de París (2015). La alianza fue decisiva para que se incluyera el artículo 8 en el Acuerdo de París, el cual «reconoce la importancia de evitar, minimizar y encauzar las pérdidas y daños» causados por el cambio climático, aunque no «proporciona una base legal para demandar indemnizaciones». Al igual que en los acuerdos climáticos precedentes, los miembros de la AOSIS estuvieron entre los primeros países que ratificaron el Acuerdo de París: primero lo hizo Fiyi, seguida días más tarde por la República de Islas Marshall, Palaos, las Maldivas y otros.
Fiyi, miembro de la AOSIS, albergó, conjuntamente con otros, la Conferencia sobre los Océanos de la ONU en 2017. Ministros de países miembros de la AOSIS, como Fiyi, Tuvalu o Palaos, utilizaron esta conferencia para nuevamente avivar la concienciación del riesgo real que el cambio climático supone para la propia existencia de sus naciones y para defender acciones que atajen este cambio. Fiyi también presidió la Conferencia de las Naciones Unidas sobre el Cambio Climático de 2017, siendo el primer SIDS que lo hacía, aunque el evento tuvo lugar en Bonn (Alemania) debido a la ubicación remota de Fiyi, su pequeña extensión y su limitada infraestructura.

## Miembros de la AOSIS
Son miembros 39 Estados de todo el mundo, de los cuales 37 también son miembros de la ONU, mientras que los otros 2 (Islas Cook y Niue) participan dentro de la ONU. Además 5 Estados son observadores. La alianza representa el 28 % de los países en desarrollo y el 20 % de la afiliación total de la ONU. La mayoría de SIDS son miembros de la AOSIS.
La afiliación es heterogénea. Los miembros se reparten por los distintos continentes. La alianza está centrada en los SIDS, aunque su afiliación también incluye países costeros de escasa altitud, como Belice y Guyana, e islas más grandes, como Papúa Nueva Guinea. Además de las diferencias geográficas, los miembros también varían económicamente, porque se cuentan entre ellos naciones ricas, como Singapur, y países menos desarrollados, por ejemplo Comoras.
El factor común que une a los miembros de la AOSIS es su especial vulnerabilidad al cambio climático.
Algunos académicos aducen que la heterogeneidad de la AOSIS ha debilitado su eficacia, particularmente en relación con su influencia para conseguir un desarrollo sostenible.

## Estados miembros
Los países miembros son:
| En el Caribe: - (16 países) - Antigua y Barbuda - Bahamas - Barbados - Belice - Cuba - Dominica - República Dominicana - Granada - Guyana - Haití - Jamaica - San Cristóbal y Nieves - Santa Lucía - San Vicente y las Granadinas - Surinam - Trinidad y Tobago | En el Océano Atlántico, Océano Índico y Mar de la China Meridional: - (8 países) - Cabo Verde - Comoras - Guinea-Bisáu - Maldivas - Mauricio - Santo Tomé y Príncipe - Seychelles - Singapur | En el Océano Pacífico: - (15 países) - Islas Cook - Fiyi - Kiribati - Islas Marshall - Micronesia - Nauru - Niue - Palaos - Papúa Nueva Guinea - Samoa - Islas Salomón - Timor Oriental - Tonga - Tuvalu - Vanuatu |

La AOSIS también tiene 5 observadores: Samoa Americana, Guam, Antillas Neerlandesas, Puerto Rico, y las Islas Vírgenes de los Estados Unidos.

## Presidencia
Ha habido 13 presidencias de la AOSIS desde su establecimiento. La actual la ostenta el representante permanente de Antigua y Barbuda, embajador Walton Alfonso Webson.
| Plazo | Duración          | Nombre                   | País              |
| ----- | ----------------- | ------------------------ | ----------------- |
| 1     | 1991 – 1994       | Robert van Lierop        | Vanuatu           |
| 2     | 1994 – 1997       | Annette des Iles         | Trinidad y Tobago |
| 3     | 1997 – 2002       | Tuiloma Neroni Slade     | Samoa             |
| 4     | 2002 – 2005       | Jagdish Koonjul          | Mauricio          |
| 5     | 2005 – 2006       | Enele Sopoaga (suplente) | Tuvalu            |
| 6     | 2006              | Julian R. Hunte          | Santa Lucía       |
| 7     | 2006 – 2009       | Angus Friday             | Granada           |
| 8     | 2009 – 2011       | Dessima Williams         | Granada           |
| 9     | 2012 – 2014       | Marlene Moisés           | Nauru             |
| 10    | 2015 – 2017       | Ahmed Sareer             | Maldivas          |
| 11    | 2017 – 2018       | Ali Naseer Mohamed       | Maldivas          |
| 12    | 2019 – 2020       | Lois Michele Young       | Belice            |
| 13    | 2021 – actualidad | Walton Alfonso Webson    | Antigua y Barbuda |

## Honores
En 2010 el Centro para una Ley Medioambiental Internacional otorgó a la AOSIS el primer Premio Frederick R. Anderson por Desempeño Excepcional en Abordar el Cambio Climático.